# Selección de rugby de Namibia
La selección de rugby de Namibia, apodada los Welwitschias o Biltongboere, es el equipo representativo de Namibia en las competiciones oficiales internacionales de rugby. Son considerados una nación de tercer nivel dentro de la World Rugby (WR). Están regidos por la Namibian Rugby Union.
A pesar de que es el segundo mejor equipo del continente Africano carece de una estructura profesional y esto hace que su liga sea de menor nivel e inferior a sus vecinos de Sudáfrica. A pesar de eso han participado en siete mundiales desde su primera aparición en la Copa Mundial de Rugby de 1999. Pero ha perdido todos sus partidos en este torneo debido a problemas de poca preparación en sus seleccionados a la hora de ir a competir. En cambio, ganó la Nations Cup de 2010 al derrotar a Escocia A, Rumania y Georgia.
Como dato sobresaliente, se destacan sus victorias ante Irlanda (15-6 y 26-15) e Italia (17-7 y 33-19) en 1991, en ambos casos como locatarios en Windhoek. Se tiene en cuenta que varios factores climáticos y sanitarios afectaron a los seleccionados que enfrentaron allí a Namibia, lo cual fue aprovechado por los locales consiguiendo vencer a los europeos en dos ocasiones cada uno. Asimismo Francia y Gales también visitaron Windhoek y si bien consiguieron vencer a Namibia, no lo hicieron con resultados muy contundentes (36-30 y 25-21 respectivamente). Frente a otros seleccionados de Tier 2 y 3 los namibios consiguieron resultados aplastantes que le valieron importantes logros deportivos como la clasificación a una copa del mundo(fuera del terreno de Windhoek, no tienen la misma contundencia).
Namibia compite anualmente en la Africa Cup. Hasta su independencia en el año 1991 los jugadores de Namibia también podían ser elegidos para representar a Sudáfrica, habiendo Springboks famosos nacidos en Namibia como Jan Ellis y más recientemente Percy Montgomery.

## Estadísticas
A continuación hay una tabla con los resultados de los test matches del equipo nacional de rugby XV de Namibia hasta el 28 de julio de 2024.
| Oponente        | Jugados | Ganados | Perdidos | Empatados | % victorias |
| --------------- | ------- | ------- | -------- | --------- | ----------- |
| Alemania        | 3       | 3       | 0        | 0         | 100.0%      |
| Argentina       | 3       | 0       | 3        | 0         | 0.0%        |
| Argentina XV    | 3       | 0       | 3        | 0         | 0.0%        |
| Australia       | 1       | 0       | 1        | 0         | 0.0%        |
| Burkina Faso    | 2       | 2       | 0        | 0         | 100.0%      |
| Canadá          | 3       | 1       | 2        | 0         | 33.3%       |
| Chile           | 1       | 1       | 0        | 0         | 100.0%      |
| Costa de Marfil | 5       | 2       | 2        | 1         | 40.0%       |
| Escocia A       | 1       | 1       | 0        | 0         | 100.0%      |
| España          | 7       | 1       | 6        | 0         | 14.2%       |
| Fiyi            | 2       | 0       | 2        | 0         | 0.0%        |
| Francia         | 3       | 0       | 3        | 0         | 0.0%        |
| Francia XV      | 2       | 0       | 2        | 0         | 0.0%        |
| Gales           | 4       | 0       | 4        | 0         | 0.0%        |
| Georgia         | 5       | 1       | 4        | 0         | 20.0%       |
| Golfo Pérsico   | 1       | 1       | 0        | 0         | 100.0%      |
| Hong Kong       | 1       | 1       | 0        | 0         | 100.0%      |
| Irlanda         | 4       | 2       | 2        | 0         | 50.0%       |
| Italia          | 5       | 2       | 3        | 0         | 40.0%       |
| Italia A        | 1       | 0       | 1        | 0         | 0.0%        |
| Kenia           | 15      | 13      | 2        | 0         | 86.6%       |
| Madagascar      | 5       | 4       | 1        | 0         | 80.0%       |
| Marruecos       | 8       | 5       | 2        | 1         | 62.5%       |
| Nueva Zelanda   | 3       | 0       | 3        | 0         | 0.0%        |
| Portugal        | 9       | 6       | 3        | 0         | 66.6%       |
| Rumania         | 6       | 1       | 5        | 0         | 16.6%       |
| Rusia           | 7       | 2       | 5        | 0         | 28.5%       |
| Samoa           | 2       | 0       | 2        | 0         | 0.0%        |
| Senegal         | 4       | 4       | 0        | 0         | 100.0%      |
| Sudáfrica       | 3       | 0       | 3        | 0         | 0.0%        |
| Tonga           | 2       | 0       | 2        | 0         | 0.0%        |
| Túnez           | 11      | 8       | 3        | 0         | 72.7%       |
| Uganda          | 5       | 4       | 1        | 0         | 80.0%       |
| Uruguay         | 6       | 1       | 5        | 0         | 20.0%       |
| Zambia          | 2       | 2       | 0        | 0         | 100.0%      |
| Zimbabue        | 34      | 30      | 4        | 0         | 88.2%       |
| Total           | 179     | 98      | 79       | 2         | 54.74%      |

## Victorias destacadas
- Se consideran solo victorias ante naciones del Tier 1 (participantes del Seis Naciones y del Rugby Championship).

| 15 de junio de 1991 | Namibia | 17 - 7 | Italia | National Stadium, Windhoek |  |

| 22 de junio de 1991 | Namibia | 33 - 19 | Italia | National Stadium, Windhoek |  |

| 20 de julio de 1991 | Namibia | 15 - 6 | Irlanda | National Stadium, Windhoek |  |

| 27 de julio de 1991 | Namibia | 26 - 15 | Irlanda | National Stadium, Windhoek |  |

## Selección actual
El 28 de agosto de 2023, Allister Coetzee anunció los 33 jugadores para el equipo de la Copa Mundial de Rugby de 2023.
| Nombre                   | Posición       | Fecha de nacimiento      | Encuentros | Club                       |
| ------------------------ | -------------- | ------------------------ | ---------- | -------------------------- |
| Obert Nortjé             | hooker         | 17 de abril de 1997      | 21         | Wanderers                  |
| Torsten van Jaarsveld    | hooker         | 30 de junio de 1987      | 19         | Aviron Bayonnais           |
| Louis van der Westhuizen | hooker         | 25 de febrero de 1995    | 29         | Cheetahs                   |
| Jason Benade             | pilar          | 16 de abril de 1995      | 13         | University of Namibia      |
| Aranos Coetzee           | pilar          | 14 de marzo de 1988      | 29         | Cheetahs                   |
| Des Sethie               | pilar          | 9 de diciembre de 1992   | 17         | University of Namibia      |
| Haitembu Shikufa         | pilar          | 28 de noviembre de 2000  | 1          | Leopards                   |
| Casper Viviers           | pilar          | 1 de junio de 1988       | 41         | Baulois                    |
| Tiaan de Klerk           | segunda línea  | 12 de junio de 2001      | 1          | Mogliano Rugby             |
| Adriaan Ludick           | segunda línea  | 22 de julio de 1998      | 9          | Limoges                    |
| Mahepisa Tjeriko         | segunda línea  | 6 de mayo de 1993        | 11         | University of Namibia      |
| Tjiuee Uanivi            | segunda línea  | 31 de diciembre de 1990  | 34         | Montauban                  |
| P. J. van Lill           | segunda línea  | 4 de diciembre de 1983   | 60         | Capbreton Hossegor         |
| Adriaan Booysen          | ala            | 17 de mayo de 1996       | 24         | Dallas Jackals             |
| Wian Conradie            | ala            | 14 de octubre de 1994    | 28         | New England Free Jacks     |
| Prince ǃGaoseb           | ala            | 7 de julio de 1988       | 12         | Tel Aviv Heat              |
| Richard Hardwick         | ala            | 31 de mayo de 1994       | 3          | Melbourne Rebels           |
| Max Katjijeko            | ala            | 8 de abril de 1995       | 21         | Tel Aviv Heat              |
| Johan Retief             | ala            | 10 de octubre de 1995    | 21         | Griquas                    |
| Oela Blaauw              | medio scrum    | 17 de octubre de 2001    | 0          | University of Johannesburg |
| TC Kisting               | medio scrum    | 19 de enero de 1994      | 18         | Dinamo București           |
| Damian Stevens           | medio scrum    | 2 de junio de 1995       | 36         | New Orleans Gold           |
| Jacques Theron           | medio scrum    | 22 de marzo de 1999      | 3          | Wanderers                  |
| Cliven Loubser           | medio apertura | 24 de febrero de 1997    | 3          | Utah Warriors              |
| Tiaan Swanepoel          | medio apertura | 4 de junio de 1996       | 2          | Valence-d'Agen             |
| André van den Berg       | medio apertura | 28 de noviembre de 1999  | 4          | Wanderers                  |
| Danco Burger             | centro         | 28 de julio de 1998      | 5          | Wanderers                  |
| Johan Deysel (c.)        | centro         | 26 de septiembre de 1991 | 35         | Colomiers                  |
| Alcino Izaacs            | centro         | 16 de noviembre de 1993  | 3          | Boland Cavaliers           |
| JC Greyling              | wing           | 21 de junio de 1991      | 42         | Wanderers                  |
| Gerswin Mouton           | Wing           | 16 de diciembre de 1999  | 3          | Wits University            |
| Chad Plato               | fullback       | 21 de abril de 1998      | 4          | Kudus                      |
| Divan Rossouw            | fullback       | 12 de marzo de 1996      | 6          | Krasny Yar                 |

## Palmarés
- Africa Cup 1A (7): 2002, 2004, 2008-09, 2014, 2015, 2016,[4] 2021-22.

- Rugby Africa Gold Cup (2): 2017, 2018.

- Nations Cup (1): 2010.[5]

- Tri Nations (1): 2013.[6][7]

- Stellenbosch Rugby Challenge (1): 2021.

## Participación en copas
| - Inglaterra 1991: No participó - Sudáfrica 1995: No clasificó - Gales 1999: Primera fase - Australia 2003: Primera fase - Francia 2007: Primera fase - Nueva Zelanda 2011: Primera fase - Inglaterra 2015: Primera fase - Japón 2019: Primera fase - Francia 2023: Primera fase - Australia 2027: Por clasificar Para el mundial de Nueva Zelanda 1987 vea Selección de rugby de Sudáfrica. - Nations Cup 2007: 6º puesto (último) - Nations Cup 2010: Campeón invicto - Nations Cup 2011: 4º puesto - Nations Cup 2016: 3º puesto - Nations Cup 2017: 4º puesto - Nations Cup 2019: 4º puesto (último) - Tour de Zimbabue 1995: ganó (1 - 0) - Tour a Zimbabue 1995: ganó (0 - 1) - Tour a Uruguay 2000: perdió (1 - 0) - Tour de Uruguay 2017: perdió (0 - 2) | - CAR 2000: 2º de grupo - CAR 2001: 2º de grupo - CAR 2002: Campeón invicto - CAR 2003: 2º puesto - CAR 2004: Campeón invicto - CAR 2005: Semifinalista - Africa Cup 2006: 2º puesto - Africa Cup 2007: 2º en el grupo - Africa Cup 2008-09: Campeón invicto - Africa Cup 2010: abandonó - Africa Cup 1A 2011: abandonó - Africa Cup 1A 2014: Campeón - Africa Cup 1A 2015: Campeón invicto - Africa Cup 1A 2016: Campeón invicto - Rugby Africa Gold Cup 2017: Campeón invicto - Rugby Africa Gold Cup 2018: Campeón invicto - Rugby Africa Cup 2021-22: Campeón - Rugby Africa Cup 2024: 3º puesto - Rugby Africa Cup 2025: 2º puesto - Africa Cup 1B 2012: 2º puesto - Africa Cup 1B 2013: Campeón invicto - Tri Nations 2012: 2° puesto - Tri Nations 2013: Campeón invicto - Stellenbosch Challenge 2021: Campeón invicto |